# Nikolaus Albrecht von Baehr
Nikolaus Albrecht von Baehr (* 28. Dezember 1717 in Anklam; † 17. Oktober 1797 in Königsberg in Ostpreußen) war königlich-preußischer Generalmajor und zuletzt Chef des Füsilier-Bataillons Nr. 12.

## Leben

### Herkunft
Er war bürgerlicher Herkunft. Seine Eltern waren der Diakon der Marienkirche von Anklam Johannes Baehr († 4. März 1758) und dessen Ehefrau Johanna, geb. Cramer.

### Militärlaufbahn
Er immatrikulierte sich am 21. April 1734 als Student der Theologie an der Universität Jena. Am 18. April 1742 wechselte er an die Universität Halle. Aber noch im gleichen Jahr wurde er gemeiner Soldat im Infanterie-Regiment Nr. 19. Am 23. September 1742 sollte er an das Infanterie-Regiment Nr. 30 (Jeetze) versetzte werden, weil er aus dessen Kanton Anklam kam. Er kämpfte im Zweiten Schlesischen Krieg in der Schlacht bei Kesselsdorf. Dort zeichnete er sich so sehr aus, dass er noch auf dem Schlachtfeld zum Feldwebel befördert wurde. Während des Siebenjährigen Krieges kämpfte er in den Schlachten bei Lobositz, Prag, Kolin, Leuthen, Zorndorf und Torgau. Für Freiberg erhielt er den Pour le Mérite. Bereits zu Beginn des Krieges am 11. Mai 1757 wurde er zum Fähnrich des Infanterie-Regiments Nr. 30 ernannt, am 28. Februar 1759 wurde er Secondeleutnant mit Patent vom 1. März 1759 zudem wurde er Adjutant von General Joachim Friedrich von Stutterheim. Am 5. Mai 1763 avancierte er zum Premierleutnant und ist aus dem Etat des Regiments ausgeschieden. Nach dem Krieg wurde er am 24. November 1768 Hauptmann und blieb weiter Adjutant des Generals Stutterheim, der die Inspektion in Ostpreußen übernahm. Aber bereits am 12. April 1769 wurde er als Major in das Grenadier-Bataillon Nr. 4 (von der Hardt) versetzt. Bereits am 4. Juli 1773 war er Kommandeur eines selbstständigen Grenadier-Regiments und am 24. Januar 1775 Kommandeur des neuerrichteten Grenadier-Bataillons Nr. 7. Am 26. Januar erhielt er seine Beförderung zum Oberstleutnant. Als solcher nahm es auch am Bayrischen Erbfolgekrieg teil. Am 9. September 1780 wurde er Oberst und als die Grenadier-Bataillone aufgelöst wurden, wurde er am 7. Mai 1787 zum Chef des neugebildeten Füsilier-Bataillons Nr. 12 ernannt. Aber bereits am 23. Mai 1788 erhielt er aus Altersgründen seine Demission als Generalmajor mit 800 Talern Pension. Am 4. April 1789 erhielt er die Erlaubnis, seine Uniform bis zum Ende seines Lebens zu tragen. Er starb 1797 in Königsberg.

### Familie
Er heiratete am 29. Oktober 1785 Madeleine Jeanette Louis (* 1770; † 15. Mai 1799). Ihr gemeinsamer Sohn Friedrich Viktor Albrecht (* 22. September 1789; † 18. Januar 1867) starb als Oberlandesgerichtspräsident in Köslin.